# Дикая мышь (фильм)
«Дикая мышь» (нем. Wilde Maus) — австрийская кинокомедия 2017 года, полнометражный режиссерский дебют Йозефа Хадера. Мировая премьера ленты состоялась 11 февраля 2017 года на 67-м Берлинском международном кинофестивале, где она участвовала в основной конкурсной программе, соревнуясь за главный приз фестиваля — «Золотой медведь».

## Сюжет
Георг, проработавший 25 лет музыкальным критиком для газетного издательства, был уволен новым боссом. Он не говорит насчёт потери работы жене-психотерапевту, одержимой идеей родить ребёнка. Сам Георг проводит дни в парке, а по вечерам — возле дома того самого начальника, царапая его машину гвоздём и продумывая план более серьёзной мести. Однажды Георг со школьным другом Эрихом ремонтирует полуразрушенный венский парк аттракционов «Дикая мышь».